# Laukko gård
Laukko gård är en historiskt betydelsefull plats i Vesilax kommun. Den är belägen väster om Pyhäjärvi i Birkaland med sjöförbindelse till Tammerfors och vattenförbindelse med Kumo älv. På platsen har funnits en kontinuerlig bosättning från järnålder till medeltid och det har varit en knutpunkt för erämarkfärderna och deras produkters avsättning vid havetÖstersjön. Laukko är idag utöver ett hem även en turistsevärdhet.

## Historia
Laukko nämns första gången 1416 då ett gods i denna by och i den närbelägna byn Tottijärvi gavs till Johannes Döparens altare i Åbo domkyrka. Två år senare var Jeppe Kurke faste för sin kusin Henrik Svärds morgongåvobrev. Jeppe var troligen sonson till Herman Svärd vars hustru tillhörde den finska ätten Kurke. Jeppe var själv gift med Karin, en dotter till fogden på Åbo slott Klas Lydekesson Djäkn. Jeppe torde ha varit häradshövding i Övre Satakunta och avled ca 1455. Sonen Klas Kurke efterträdde sin far som häradshövding och torde ha ärvt gods i Laukko och Tottijärvi från ätten Kurke. Hans giftermål med Elin, dotter till hövitsmannen och riksrådet Jösse Olsson (Stenbock, äldre ätten), torde ha stärkt ättens förmögenhet avsevärt. Klas och Elin förekommer i den på 1800-talet av informatorn på Laukko Elias Lönnrot hopsnickrade balladen Elins död. 
Deras barn var biskopen i Åbo Arvid Kurck och Elin Klasdotter.
Elin Klasdotter gifte sig med Knut Eriksson som troligen var ofrälse och klient till Sten Sture den äldre. Han var häradshövding i Österbotten, senare riksråd och lagman i Österbotten och Satakunta. År 1498 skrevs han till Laukko gård och betecknades som väpnare. Han var död 1538. Han gjorde stora godsförvärv under sin tid på Laukko och under Knuts och Elins tid uppfördes stenhuset på sätesgården. Laukko ärvdes efter dem på manslinjen i ätten Kurck ända till det att gården såldes år 1817. En av höjdpunkterna var då Jöns Kurck 1631 utsågs till president i Åbo hovrätt och 1652 gjordes till friherre. År 1704 brann gården ned och då förstördes bland annat 140 psalmer tonsatta av landshövdingen Gabriel Kurck. En annan höjdpunkt var då hovjägmästaren Axel Gustaf Kurck till Laukko (1728-1800) vid sin död gjorde Laukko till fideikommiss för sin kusin greve Arvid Fredrik Kurck. Dennes efterträdare som kommissionär fick tillstånd att sälja gården.
Laukko köptes 1817 av professorn i kirurgi och barnförlossningskonst Johan Agapetus Törngren vid Akademien i Åbo. Från 1824 till 1829 anställdes Elias Lönnrot som barnens informator och han ägnade sig även åt att samla in folkminnen på gården. Hans verksamhet i den vägen kröntes då han år 1849 daterade sitt stora nationalepos Kalevala på Laukko. Laukko övergick omkring 1859 till sonen och industrimannen Adolf Törngren. Denne hade intressen i de nya industrierna i Tammerfors och Helsingfors. Under hans tid inleddes den regelbundna ångbåtstrafiken mellan Laukko och Tammerfors, vilket inte bara gjorde gårdens jordbruk lönsammare utan också till att torget Laukontori kom till i Tammerfors centrum. Efter hans konkurs 1866 låg Laukko några år i en fordringsägares händer.
År 1872 köptes Laukko av generallöjtnanten, inspektören för alla gevärsfaktorier och patronfabriker i Ryssland Carl August Standertskjöld. Han gjorde Laukko till fideikommiss för sin son, tjänstemannen vid ryska utrikesministeriet, Herman Standertskjöld-Nordenstam. Denne förbättrade gårdens mjölkhushållning med att bygga ett mejeri. År 1906 utbröt en strejk bland gårdens torpare som önskade skrivna kontrakt på sina torp men godsägaren vräkte torparna på ett brutalt och ökänt sätt. Sannolikt var detta orsaken till att den besegrade röda armén år 1918, då den drog sig tillbaka från Tammerfors, brände gården till grunden. Herman överlät Laukko till sina söner Gustav Herman och Rolf men dessa avstod från gården 1925 respektive 1929.
Industrimannen Rafael Haarla köpte Laukko gård år 1929. Han var starkt högerinriktad och därtill imponerad av Laukkos historiska betydelse. Han satsade därför betydande summor på att 1931 uppföra en klassicistisk gårdsbyggnad som omgavs av ekonomibyggnader i samma stil. Stora satsningar gjordes även på att göra jordbruket mönstergillt. Sonen, bergsrådet Lauri Haarla tog över gården efter faderns död 1938 och hans främsta insats var att mekanisera jordbruket. Både far och son intresserade sig även för jaktmöjligheter och på deras gård mottogs de första vitsvanshjortarna i Finland. Därifrån har de sedan spritt sig över stora områden i sydvästra Finland men även till nordvästra Ryssland och nordligaste Sverige. Laukko köptes 1968 av Juhani Lagerstam som till en början gjorde gården till en stor mjölkproducent. Redan efter några år ändrade han inriktningen till köttproduktion. En annan betydande verksamhet blev hästavel. På gården finns också betydande konst- och möbelsamlingar.

## Gårdens huvudbyggnad
På gårdstunet står en stockbyggnad vars tunnvälvda källare har de yttre måtten 40 x 30 fot (11,4 x 8,55 m). De inre måtten är 30 x 22,5 fot (8,44 x 6,4 m) och höjden är 3,8 m. Fönster finns på norra långsidan och östra sidan. Källaren har varit grund för ett hus byggt i sten i två våningar. Byggnaden har varit täckt av ett sadeltak i tegel med en vinkel på över 45 grader. Byggnaden torde på basis av tegelstorlek och lösfynd kunna dateras till sekelskiftet 1500 men ha sin motivering i bondeupproren i Finland 1438. Till stenbyggnaden anslöt sig en större anläggning som gav en tillfart genom en kringbygd ekonomigård och därefter en likaså kringbyggd mangård i vars bortersta ände stenbyggnaden låg. Den medeltida byggnaden brann ned 1704. En ersättare uppfördes i början av 1800-talet men förstördes 1918. Den tredje huvudbyggnaden uppfördes 1931 efter ritningar av Veikko Kallio.

## Bilder

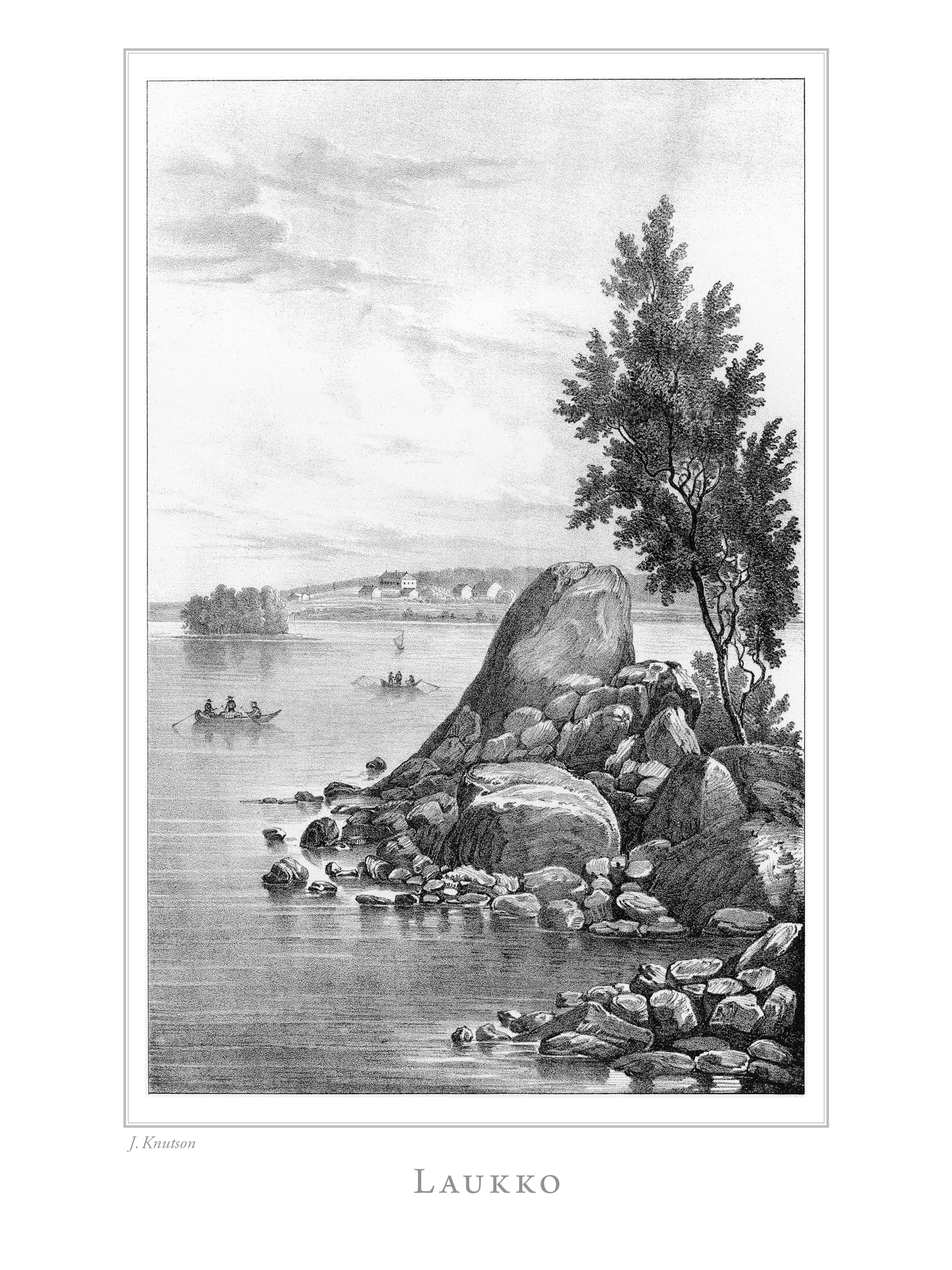
Laukko. Litografi i Finland framstäldt i teckningar utgiven 1845-1852.
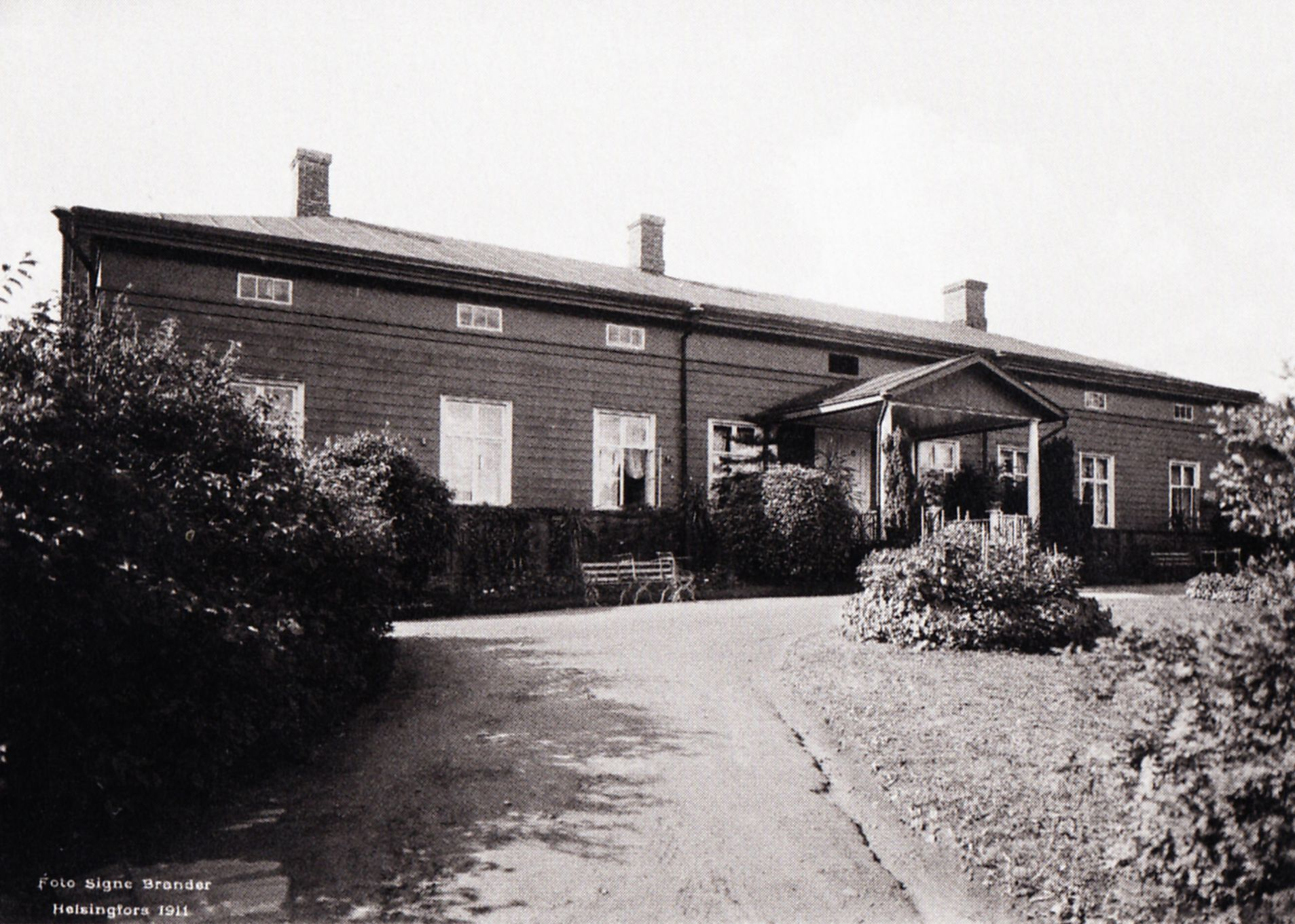
Laukko gård 1911. Foto Signe Brander.
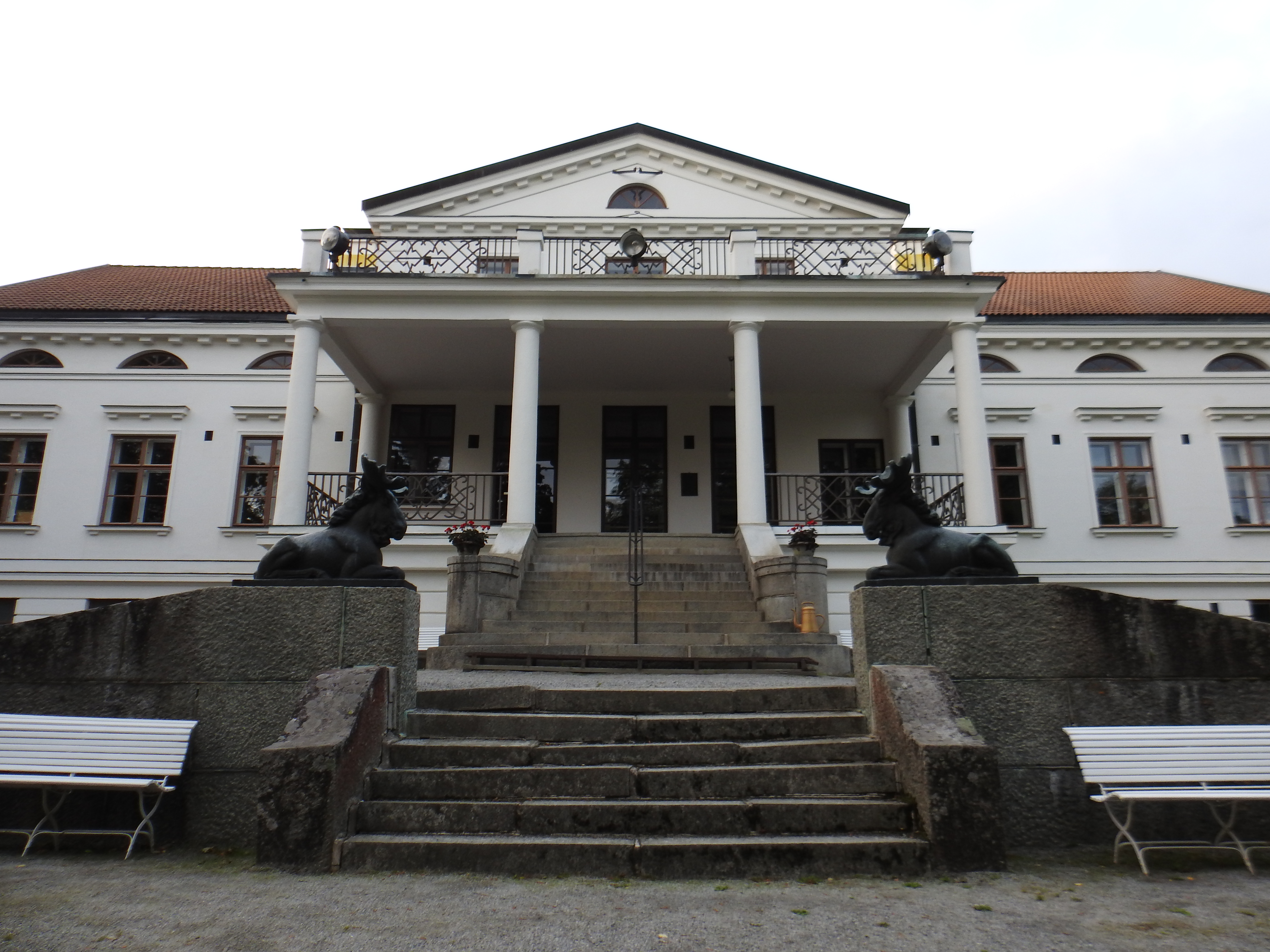
Laukko gårds huvudbyggnad ritad av Veikko Kallio 1931.
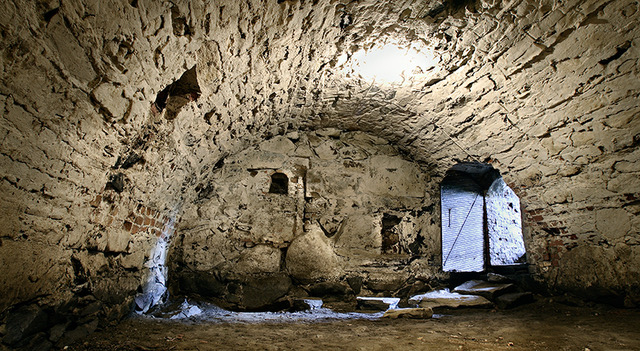
Stenkällaren på Laukko gård från omkring år 1500.